# Генгуру
Генгуру (Ganguroo) — рід сумчастих, що належить ранньому міоцену. Викопні рештки знайдено в північно-західному Квінсленді. Типовий вид: Ganguroo bilamina. Родова назва походить від «gangu», словом аборигенів Ваані, що означає «дідусь», і «roo» — від «кенгуру». Видове ім'я походить з латини й означає «два леза», з посиланням на білофодонтний (наявність двох поздовжніх хребтів, підвищень на премолярах і молярах) характер молярів. Голотип: ліва передня кістка нижньої щелепи від I1 до M4.